# 1845
1845 (số La Mã: MDCCCXLV) là một năm thường bắt đầu vào thứ Tư trong lịch Gregory.

## Sự kiện
- 20 tháng 11 – Hải quân Pháp và hải quân Anh đánh tan hạm đội của Liên minh Argentina, trên sông Paraná trong trận Vuelta de Obligado. Phong tỏa Buenos Aires[1].
- 2 tháng 12 – Kết thúc chiến tranh Việt–Xiêm[2], hòa ước quốc tế được ký: Campuchia chịu bảo hộ của Việt Nam lẫn Thái Lan, Nam Kỳ chính thức thuộc Việt Nam.
- 2 tháng 12 – Vận mệnh hiển nhiên: Trong một bài diễn thuyết trước lưỡng viện quốc hội, Tổng thống Hoa Kỳ James Knox Polk đề xuất rằng Hoa Kỳ nên tích cực khoách trương về phía Tây.
- 29 tháng 12 – Theo thuyết vận mệnh hiển nhiên, Hoa Kỳ sáp nhập Cộng hòa Texas, Texas trở thành tiểu bang thứ 28 của Liên bang.

## Sinh
- 3 tháng 3 – Georg Cantor, nhà toán học người Đức (m. 1918).
- 27 tháng 3 – Wilhelm Röntgen, nhà vật lý người Đức (m. 1923).
- 16 tháng 6 – Nguyễn Phúc Hồng Diêu, tước phong Phú Lương công, hoàng tử con vua Thiệu Trị (m. 1875).
- 13 tháng 12 – Nguyễn Phúc Hồng Cai, tước phong Kiên Thái vương, hoàng tử con vua Thiệu Trị, là cha của các vua Kiến Phúc, Đồng Khánh, Hàm Nghi (m. 1876).

## Mất
- 29 tháng 6 – Nguyễn Phúc Quang, tước phong An Khánh vương, hoàng tử con vua Gia Long (s. 1811).